# Ctenoplusia accentifera
Ctenoplusia accentifera är en fjärilsart som beskrevs av Lefèbvre 1827. Ctenoplusia accentifera ingår i släktet Ctenoplusia och familjen nattflyn. Inga underarter finns listade i Catalogue of Life.